# こうもり (オペレッタ)

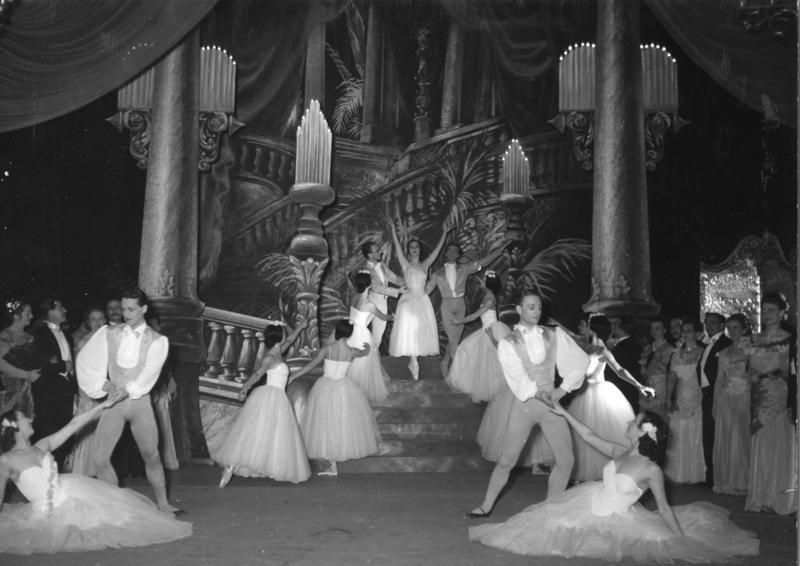
1954年にデュッセルドルフで上演された時の様子

『こうもり』（ドイツ語: Die Fledermaus）は、ヨハン・シュトラウス2世が1874年に作曲し、同年4月5日にアン・デア・ウィーン劇場で初演された全3幕のオペレッタである。
本作は、ロデリヒ・ベンディックスの喜劇『牢獄』（1851年）に基づいて、アンリ・メイヤックとリュドヴィック・アレヴィが執筆した喜劇『夜食』（1872年）を原作としており、舞台化はカール・ハフナーとリヒャルト・ジュネが担当した。
数あるウィンナ・オペレッタの中でも最高峰とされる作品で、「オペレッタの王様」ともよばれている。ヨハン・シュトラウス2世特有の優雅で軽快なウィンナ・ワルツの旋律が全編を彩り、その親しみやすいメロディーは全世界で愛されている。なお、台本には日付の設定はないが、ウィーンをはじめドイツ語圏の国々の歌劇場では年末年始恒例の出し物となっている。

## 作品背景

### オペレッタの作曲に至る経緯
『こうもり』が誕生するきっかけとなった人物は2人いる。当時パリで大成功を収め、「シャンゼリゼのモーツァルト」とよばれていたジャック・オッフェンバックと、シュトラウスの最初の妻イェッティである。オッフェンバックは1865年、ウィーンに自作の『美しきエレーヌ』を持ち込んできた。同作はウィーンで大変な成功を収めた。シュトラウスとオッフェンバックが初めて会ったのもこの頃のことである。オッフェンバックはシュトラウスに「あなたはオペレッタを作曲すべきだ」と言ったという。しかし、シュトラウスはそうしなかった。なぜなら、既にウィーンではフランツ・フォン・スッペの作品が大成功を収めており、自分がオペレッタの世界に入る余地がないと考えていたのである。そういったこともあって、彼がオペレッタに手を染めることはなかった。
そんなシュトラウスに転機が訪れたのは、1869年になってからである。前年『美しく青きドナウ』を発表して大成功を収めていたシュトラウスに対して、劇場の支配人たちが、いずれシュトラウスが劇作品を発表しだすと考え始めたのである。その中の一人にアン・デア・ウィーン劇場支配人マックス・シュタイナーがいた。シュタイナーはシュトラウスの妻イェッティ（元女優で顔が広い女性でもあった）に夫にオペレッタ作曲を勧めることを依頼した。これを引き受けた妻は夫を説得し、最初のオペレッタの台本『ウィンザーの陽気な女房たち』が渡され、作曲が開始された。この作品は、主役を誰が演じるかでプリマドンナ2人が激しく争った結果、これにうんざりしたシュトラウスが怒って、上演は頓挫した。
しかしシュタイナーは諦めず、次の台本『インディゴと40人の盗賊』を渡した。かくして1871年2月10日、シュトラウスのオペレッタ第1作『インディゴと40人の盗賊』はアン・デア・ウィーン劇場で初演された。この作品はある程度の成功を収めたものの、台本の不備が次第に観客に露呈されたことで、やがて上演打ち切りに追い込まれた。しかし、シュトラウスはオペレッタで成功を収めるという思いを捨てなかった。続いて1873年、オペレッタ第2作『ローマの謝肉祭』が作曲され、同年3月1日にアン・デア・ウィーン劇場で初演される。しかし、この作品は失敗に終わった。『こうもり』が誕生する前年のことである。

### 『こうもり』誕生
アン・デア・ウィーン劇場の支配人シュタイナーのところに『こうもり』の原作となるアンリ・メイヤックとリュドヴィ・アレヴィ作の戯曲『夜食』（Le Réveillon）が届けられたのは、1874年のことである。シュタイナーはこの作品を、ウィーンの聴衆とシュトラウスに合うように台本作家のカール・ハフナーとリヒャルト・ジュネに手直しをさせてから、シュトラウスに渡した。一読して台本に魅了されたシュトラウスは自宅にこもり、一説によると6週間でこの作品を書き上げたという。そして1874年4月5日、『こうもり』は初演の日を迎えた。

## 上演史
『こうもり』は1874年4月5日の演から16回上演された後、財政上の理由により打ち切りとなった。その後、この作品はベルリンでも上演されて成功を収め、ウィーンで再演されたが、この時は見事な成功を収めた。
ウィーン国立歌劇場では毎年年末年始に公演が組まれており、大晦日の国立歌劇場の『こうもり』と年始のウィーン・フィルハーモニー管弦楽団のウィーンフィル・ニューイヤーコンサート（大部分がシュトラウス作品）がウィーンでの恒例行事となっている。オーケストラは各70人前後の二手に分かれて、二つのシュトラウス・プログラムに従事する。ドイツ圏の他の歌劇場またそれ以外の歌劇場でもこれにならっているところがある。
もっとも、かつてのウィーン国立歌劇場（ウィーン宮廷歌劇場）は格式を重んじてオペレッタの上演は原則的に行わなかった（それ以前にはシュトラウスの『騎士パズマン』をオペラという名目で初演）ため、『こうもり』については、初演20年後の1894年にシュトラウスのデビュー50周年を記念して、宮廷歌劇場の年金機関運営委員会の主催で上演されたのが初めてである。その後、1897年に当時の宮廷歌劇場総監督グスタフ・マーラーによって正式にレパートリーとなった。

### 2001年ザルツブルク音楽祭での上演
2001年ザルツブルク音楽祭での上演に際してはハンス・ノイエンフェルスが演出を手掛け、ミンコフスキ指揮モーツァルテウム管弦楽団が演奏した。
このバージョンでは、主要人物の設定が原作から大幅に変更されていることに加え、原作にはない寸劇やセリフが加えられた。たとえば同音楽祭におけるオルロフスキー公爵は重度の麻薬中毒者と設定されているほか、舞踏会の場面ではクラブミュージックが大音量で流れる中で薄汚い恰好の参加者たちが踊り狂う演出が取られた。また、看守フロッシュは狂言回しに据えられており、ノイエンフェルスの妻エリザベス・トリセナールが演じた。
内容の過激さから物議をかもし、上演中に途中退出者が出てきたり、カーテンコール時にはブーイングが起きた。一方、過激な演出の根底には問題意識や社会風刺があるとの見方もある。

### 日本での上演例
日本においては東京二期会が長年にわたり何度か上演してきた。うち2017年の公演はベルリン・コーミッシェ・オーパーとの提携であり、演出はアンドレアス・ホモキが担当した。また、セリフのみの役柄である看守フロッシュ役に俳優・イッセー尾形が起用された。なお、尾形は『小澤征爾音楽塾オペラ・プロジェクト』による2022年の上演でも小澤の指名で同じ役を演じた。
2023年11月には全国共同制作オペラの一環として本作が上演された際、狂言師の野村萬斎が初めて演出を手掛けた。

## 構成
- 序曲
- 第1幕 アイゼンシュタイン邸の居間
- 第2幕 オルロフスキー公爵邸の舞踏会場
- 第3幕 刑務所長フランクの部屋

## 登場人物
- ガブリエル・フォン・アイゼンシュタイン（テノールまたはバリトン） - 金持ちの銀行家
- ロザリンデ（ソプラノ） - その妻
- フランク - 刑務所長（バリトンまたはバス）
- オルロフスキー公爵（メゾソプラノ、まれにカウンターテナーやテノール） - ロシアの貴族で遊び人
- アルフレード（テノール） - 声楽教師でロザリンデの昔の恋人
- ファルケ博士（バリトン） - アイゼンシュタインの友人
- アデーレ（ソプラノ） - ロザリンデの小間使い
- イーダ（ソプラノまたは台詞）-　アデーレの姉（演出によっては妹）
- ブリント博士（テノールまたはバリトン） - アイゼンシュタインの弁護士
- フロッシュ（台詞） - 刑務所の看守

歌手の歌の配分が比較的均等であり、合唱の活躍場面も比較的多いため、華やかにオールスターを並べることが可能である。ソロパートは8人だが、歌の上では軽い役であるフランク所長を高名なベテランが歌うことが慣例化しており、おおむね7人までスターが並ぶ。三重唱を1曲歌うだけのブリント弁護士のみは脇役専門のブッフォテナーの持ち役だが、ここに往年のスター歌手を起用した例もある。また、ドラマ上は脇役のアデーレに最も多くソロが用意されているため、主役級のロザリンデよりも格上のスターがあてられるケースが珍しくない。
また、各登場人物の声域は厳密ではない。アイゼンシュタインは1970年代まではテノールが歌うことがほとんどだったが、近年はバリトンで歌われることが多い。主役でありながら二枚目、ヒーロー的な要素がまったくない人物なので特にテノール起用には苦心がともなう。オルロフスキーはメゾソプラノに代えてカウンターテナーや、あるいはオクターブ下げてテノールで歌う場合もあり、異色の例としてはカルロス・クライバー指揮の1976年の録音におけるロシア民謡歌手イヴァン・レブロフの起用や、2001年ザルツブルク音楽祭でのフリージャズ系パフォーマーのデイヴィッド・モスの起用がある。前者のレブロフはシャリアピンの再来といわれた低音を封じて全てファルセットで歌い、後者のモスは重症麻薬中毒者という設定でファルセットと低音を交えた歌唱であった。

## 楽器編成
フルート2、オーボエ2、クラリネット2、ファゴット2、ホルン4、トランペット2、トロンボーン3、ティンパニ1対、打楽器（小太鼓：大小2個、大太鼓、鐘、スプローネ（拍車）、トライアングル、シンバル、チューブラーベル）、弦5部（12型）

## 演奏時間
約2時間半（各50分、60分、40分）、これはごく普通の上演で台詞付きであるが、スコアには台詞はほとんど書かれていないで、演出家のその時の演出で行われ、しばしばアドリブも追加される。音楽は自由に挿入（couplets）されたり省略されたりする。他のウィンナ・ワルツから追加されることもよくある。これはオペレッタ一般の共通事項である。お笑いが必要なため、特に台詞はその都度お客を笑わせるために良く工夫される。レコード用セッションにはセリフを一切省略した音楽演奏だけの全曲盤も存在する（クレメンス・クラウス盤など）が、この場合で90分程度、これにラジオドラマ風にセリフを加えた録音（カラヤン旧盤など）で110分程度（第3幕冒頭のフランクの一人芝居などはオーケストラ伴奏つきなので音楽に含まれる）。ただ、舞台ではここまでセリフをシンプルに切り詰めることは難しいため、大幅に長くなる。

## あらすじ

### 第1幕
ガブリエル・フォン・アイゼンシュタインの妻ロザリンデは困ったことに直面していた。一つは役人を殴ってしまったことで5日間の禁固刑を申し渡されてしまった夫。夫は刑の取り消しを要求したが、ブリント弁護士の下手な弁護でかえって刑期が延びてしまい、8日間の禁固刑にされてしまう。
それだけでも災難だが、家の前ではかつての恋人アルフレードが、毎日のようにセレナーデを歌ってロザリンデに思いを寄せている。しかも今夜ロザリンデの夫が刑務所に入るので、その留守にロザリンデと逢引しようと企んでいる。ロザリンデの方もまんざらでもないが、なにぶん世間体が気になるのでどうすることもできない。
そこへ夫の友人ファルケ博士がやってくる。博士はアイゼンシュタインに、「舞踏会が今夜、ロシアのオルロフスキー公爵邸で開かれる、そこで楽しんでから刑務所に入ればいい」と勧める。しかし「妻はどうする」と言ってためらうアイゼンシュタイン。博士は「奥さんなんて黙っておけばいくらでもごまかせる」といってそそのかす。すっかりその気になったアイゼンシュタインは、舞踏会に行くことを承知し2人は手を取って「ランラララ～」と歌いながら小躍りする。
博士が去ると、アイゼンシュタインは妻に礼服を出すよう命令する。夫は自分だけ楽しみに行くことを察知した妻は、それなら自分も……と決心し、小間使いのアデーレに今夜は暇を出す。アデーレはおばさんの具合が良くないので今夜暇が欲しいと言っていたが、実は姉から手紙で誘われて、オルロフスキー邸の舞踏会に行くつもりだった。喜んで去っていくアデーレと夫を見送ったロザリンデ。そこへアルフレードが現れる。久々の浮気にロザリンデもまんざらではなく、2人は一杯飲みだす。ところが、あろうことかそこへ夫を連行しに来た刑務所長フランクが現れる。
夫がいないのに男を家に引き入れたことが知られるととんでもないことになる、と思ったロザリンデは、とっさにアルフレードを夫に仕立てる。後でどうにかするからというロザリンデに、アルフレードもアイゼンシュタインに化けることを承知して、身代わりに刑務所に連れて行かれる。

### 第2幕
オルロフスキー邸では華やかに舞踏会が行われていた。この家の主オルロフスキー公爵は、ファルケ博士に「何か面白いことは無いか、退屈だ」と言う。ファルケは、「今夜は“こうもりの復讐”という楽しい余興がある」と告げる。
やがて、女優オルガと名乗ってロザリンデのドレスを着込んだアデーレや、フランス人の侯爵ルナールを名乗るアイゼンシュタインが現れる。アイゼンシュタインは、女優オルガにむかって「家の小間使いにそっくり」と言うが、彼女の方は「こんなに美しく優雅な女が小間使いなわけがないじゃない」とアイゼンシュタインをさんざんからかう（「私の侯爵様」）。
そこへ刑務所長フランクもシュヴァリエ・シャグランの偽名でやってくる。お互い知ってる限りのフランス語でめちゃくちゃな挨拶をするフランクとアイゼンシュタイン。そして仮面をかぶってハンガリーの伯爵夫人に変装したロザリンデが現れる。
ロザリンデは、夫が刑務所に行かずに遊んでいる上に、アデーレが自分のドレスを着ていることに腹をたて、夫をとっちめることを決意する。一方、アイゼンシュタインもこの伯爵夫人に目をつけ、自慢の懐中時計を取り出して、妻とはまったく気が付かず口説きだす。この懐中時計を浮気の証拠にしようと考えたロザリンデは、言葉巧みにこれを取り上げる。そこへ人々がやってきて、仮面の女性の正体を知りたがるが、彼女はハンガリーの民族舞踊チャールダーシュを歌って「私はハンガリー人よ」と言う。
さらに人々はファルケ博士に「“こうもりの話”をしてくれ」と言う。3年前ファルケとアイゼンシュタインが仮面舞踏会に出かけた帰りに、アイゼンシュタインが酔いつぶれたファルケを森に置いて来てしまったときの話だった。そのため翌日、ファルケは日も高くなった中、仮面舞踏会のこうもりの扮装のまま帰宅する破目になり、それを見た近所の子どもから「こうもり博士」という変なあだ名をつけられたのだった。
こうして話の種は尽きないが、オルロフスキー公爵の合図で晩餐が始まる。夜も更けると舞踏会を締めくくるワルツが始まり、みんなが華やかに歌い踊る。やがて午前6時の鐘が鳴り、アイゼンシュタインはあわてて「出頭する時間だ」といって去っていく。フランクも刑務所に帰らなきゃとばかりに、すっかり仲良くなった2人して会場を後にする。同じところに行くとは全く思わず。

### 第3幕
刑務所の中ではアルフレードが相変わらずロザリンデへの歌を歌っている。朝っぱらからスリポヴィッツ（チェコ産の度数の高いブランデー）でしこたま酔っ払った看守のフロッシュがくだを巻いていると、そこへ同じく酔っ払ってご機嫌なフランクが戻る。酔っ払い同士が掛け合い漫才をしていると、アデーレとイーダがやってくる。アデーレは「自分は小間使いだけれど女優になりたい、パトロンになって」とフロッシュに売り込みをかけるが、ルナール公爵が来たというので動揺したフランクはアデーレたちを留置場の空き部屋に入れる。
牢屋での再会に驚くアイゼンシュタインとフランク。お互いの素性を確認するものの、既に牢にはアイゼンシュタイン氏が入っているんだが、とフランクから言われて驚くアイゼンシュタイン。そこにアルフレードの要請でフロッシュが呼んだブリント弁護士が来たので、アイゼンシュタインは様子をうかがうためにブリントから服をむしり取って追い出し弁護士に変装する。刑務所を訪れたロザリンデは昨日の経緯をアイゼンシュタインが変装している弁護士に話す。同席したアルフレードも助言を求めるが、2人の態度に堪忍袋の切れたアイゼンシュタインが正体を現し妻とアルフレードをなじる。ところが妻は例の奪い取った時計を取り出して見せ、逆に夫をぎゃふんと言わせてしまう。追い詰められたアイゼンシュタインは「俺はアイゼンシュタインじゃない！牢屋にも入らん！」とわめきちらすが、そこにファルケ博士とオルロフスキー公爵その他舞踏会の客たちがぞろぞろ現われる。
ファルケ博士が「昨日舞踏会に誘ったのは、すべて私が仕組んだこと。3年前の“こうもりの復讐”ですぞ。」と種明かしをすると、では浮気も芝居なのか、と安心するアイゼンシュタイン。アルフレードは「ちょっと実際とは違うけどまあいいか」とつぶやく。アデーレはオルロフスキーがパトロンとなって女優になることになり、最後はロザリンデの歌う「シャンパンの歌」で幕となる。

## 翻案

### バレエ
1979年にローラン・プティ振付によりバレエ化されている。

### 映画
1962年にオーストリアで映画化された。ペーター・アレクサンダー、マリアンネ・コッホ主演。

### 宝塚歌劇
2016年に、宝塚歌劇団によってミュージカル化された『こうもり …こうもり博士の愉快な復讐劇…』が星組公演で宝塚大劇場と東京宝塚劇場で上演された。作・演出は谷正純、主演は北翔海莉・妃海風。

## フィギュアスケート
- メリル・デイヴィス/チャーリー・ホワイト
  - 2002/2003シーズンプログラム使用曲（OD）
  - 2011/2012シーズンプログラム使用曲（FD）
- キム・ヨナ - 2007/2008シーズンプログラム使用曲（SP）
- 鈴木明子 - 2011/2012シーズンプログラム使用曲（FS)
- ペニー・クームズ/ニコラス・バックランド - 2015/2016シーズンプログラム使用曲（SD）
- 友野一希 - 2022/2023シーズンプログラム使用曲（FS）

### 註釈
1. ↑  元々ノイエンフェルスは過激な演出を通じて作品の本質に迫ろうとする姿勢で知られており、本作以前にも、『アイーダ』（1980年）では主人公のアイーダを掃除婦に設定している[3]
2. ↑  妹の場合もある